# Grup de la brucita
El grup de la brucita és un grup de minerals de la classe dels òxids que cristal·litzen en el sistema trigonal. El grup està format per cinc hidròxids minerals: amakinita, brucita, portlandita, pirocroïta i teofrastita.
| Espècie     | Fórmula |
| ----------- | ------- |
| Amakinita   | Fe(OH)₂ |
| Brucita     | Mg(OH)₂ |
| Portlandita | Ca(OH)₂ |
| Pirocroïta  | Mn(OH)₂ |
| Teofrastita | Ni(OH)₂ |

Segons la classificació de Nickel-Strunz els minerals d'aquest grup pertanyen a "04.FE - Hidròxids (sense V o U) amb OH, sense H₂O; làmines d'octaedres que comparetixen angles» juntament amb els següents minerals: bayerita, doyleïta, gibbsita, nordstrandita, boehmita, lepidocrocita, grimaldiïta, heterogenita, feitknechtita, litioforita, quenselita, ferrihidrita, feroxihita, vernadita i quetzalcoatlita.
Als territoris de parla catalana només ha estat descrita la brucita, havent estat trobada a les mines de Costabona (Prats de Molló i la Presta, Vallespir), a les pedreres de Gualba (Vallès Oriental), a la mina Roca del Turó (Espinavell, Ripollès) i a la mina Fra Joan (Setcases, Ripollès).